# Rodelberg-Heimalm
Die Rodelberg-Heimalm ist eine Alm in der Gemeinde Dorfgastein im österreichischen Bundesland Salzburg.

## Lage und Charakteristik
Die Rodelberg-Heimalm liegt an den südwestlichen Hängen der Arlspitze in der Ankogelgruppe. Sie befindet sich in der Ortschaft Maierhofen und in der Katastralgemeinde Klammstein. Eine Almhütte steht auf einer Höhe von 1447 m ü. A.
Das Gelände fällt Richtung Westen und Südwesten zum Mayerhofbach und Richtung Nordwesten zum Heumoosbach, einem Nebenbach des Mayerhofbachs, ab. Beim Heumoosbach erstreckt sich ein ökologisch und landschaftsästhetisch bedeutender Grauerlen-Hangwald. Die Rodelberg-Heimalm ist Teil des Eigenjagdgebiets Heumoosalm.